# В голубом просторе
«В голубом просторе» — картина русского художника Аркадия Рылова (1870—1939), написанная в 1918 году. Экспонируется в Государственной Третьяковской галерее. Размер картины — 109 × 152 см.

## История
Аркадий Рылов с молодых лет интересовался темами, связанными с морскими и речными просторами. В частности, он изображал птиц у воды («Чайки», 1910 год). Будучи на Каме, художник написал серию пейзажей, из которых наиболее известно полотно с изображением птиц, летящих над водой — «Лебеди над Камой» (1912 год), которое впоследствии несколько раз им повторялось. Эта картина считается непосредственной предшественницей картины «В голубом просторе», написанной в 1918 году. Иногда на последнюю даже ссылаются как на выполненный в более мажорном ключе вариант картины «Лебеди над Камой».
Аркадий Рылов писал картину «В голубом просторе» в 1918 году, в суровых условиях послереволюционного Петрограда. По воспоминаниям самого́ художника:
Работать становится трудно. Мысли заняты только тем, как бы съесть чего-нибудь… В кухне утром вода замерзала и в ведре, и в самоваре. Двойной комплект белья, фуфайка, на голове шерстяной шлем, на руках рукавицы — такой был мой ночной костюм… Укрывался я двумя одеялами и шубой…
Тем не менее картина была окончена, и в 1919 году она была представлена на Первой государственной свободной выставке произведений искусства, проходившей в Петрограде. В советское время картина рассматривалась как программное произведение и своеобразная точка отсчёта для истории советской пейзажной живописи.
|  |  |

## Описание
На картине на фоне голубого неба и белых кучевых облаков изображены лебеди, летящие над тёмно-синей волнистой поверхностью моря. На горизонте видны скалистые острова, символизирующие суровую северную природу. Плывущий вдали парусник подчёркивает романтизм морского пейзажа.
Полёт птиц лёгок и свободен — они будто купаются в прозрачном, наполненном ярким светом воздухе. Горизонтальное направление их движения подчёркивается расположением линии перистых облаков, находящихся вдали и изображённых под птицами. Хотя движение происходит справа налево, не создаётся впечатления, что оно собирается выйти за пределы картины — через двух птиц у левого края, летящих ниже, его направление как бы переходит на парусник, а затем, через заснеженные скалы островов, возвращается обратно к правому краю полотна.

## Отзывы

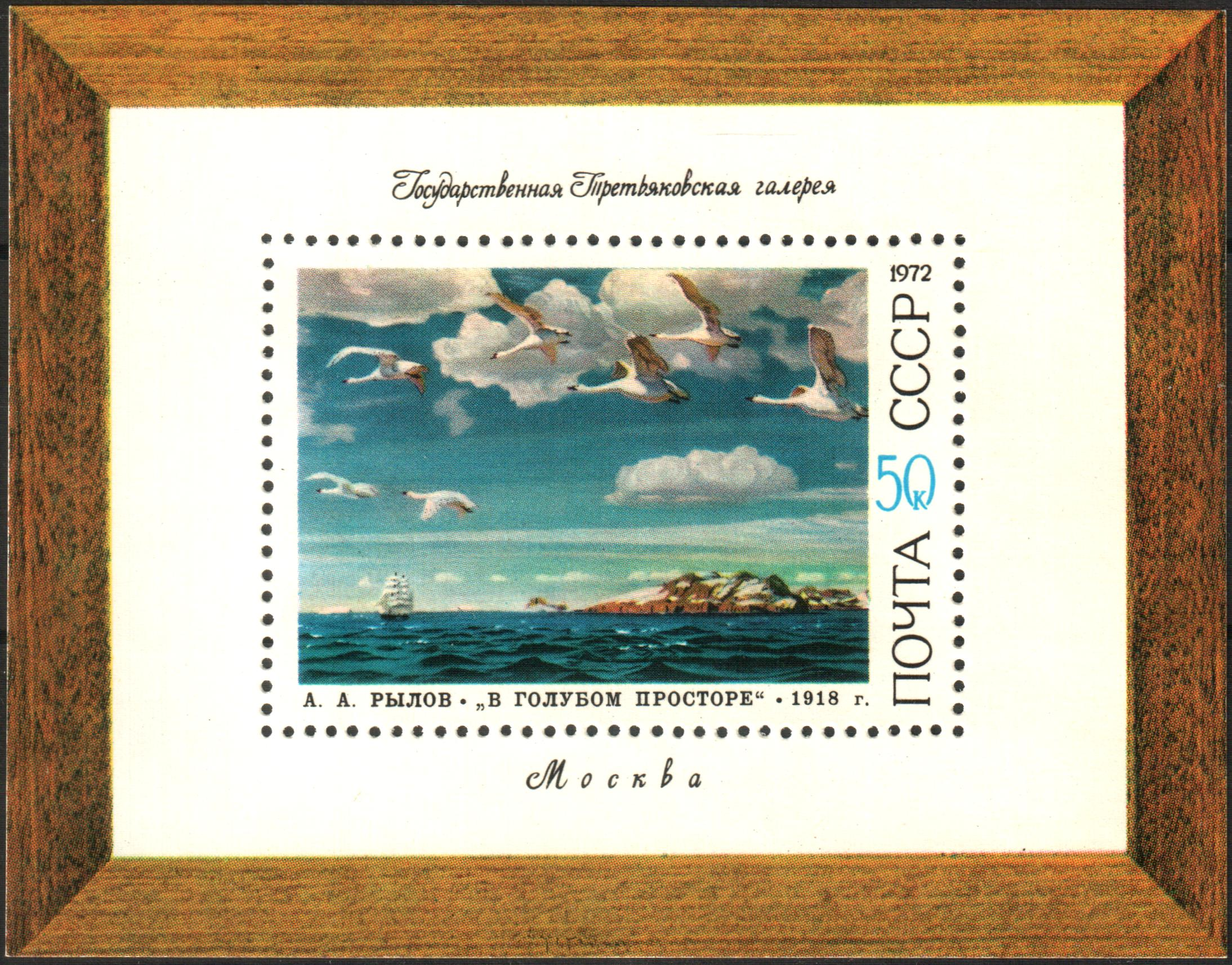
Картина «В голубом просторе» на почтовом блоке СССР 1972 года

Искусствовед Алексей Фёдоров-Давыдов так писал в своей книге о творчестве Аркадия Рылова:
Картина А. А. Рылова «В голубом просторе» относится к числу тех произведений, с которых принято начинать историю советской живописи… Её историческое значение и высокое художественное качество признаются всеми. Вместе с тем она является итогом многих поисков и достижений Рылова. В ней соединяются жизнерадостная эпичность «Зелёного шума» с драматизмом «Лебедей над Камой» и лиричностью «Чаек». Символика полёта могучих птиц над водой приобрела здесь новое звучание. Её волевое, действенное начало дано не в борьбе, а в спокойной гармонии с морем и небом.
Далее Фёдоров-Давыдов продолжает:
Своим мажорным, светлым строем картина «В голубом просторе» характерна для общих настроений, переживавшихся в это время теми художниками, которые приветствовали революцию, как Рылов… Это ощущение вырвавшейся на свободу жизни, радостного рождения светлого, нового мира и выразил Рылов в своём пейзаже, пронизанном светом и воздухом…